# Autoserica fullonica
Autoserica fullonica är en skalbaggsart som beskrevs av Brenske 1901. Autoserica fullonica ingår i släktet Autoserica och familjen Melolonthidae. Inga underarter finns listade.